# بالیشلی
بالیشلی (انگلیسی: Balyshly) یک شهرک در شهرستان بلاگووارسکی باشقیرستان کشور روسیه است.